# Aklan

Aklans läge i Filippinerna

Aklan är en provins i Filippinerna som är belägen på ön Panay i regionen Västra Visayas. Den har 574 823 invånare (folkräkning 1 maj 2015) på en yta av 1 818 km². Administrativ huvudort är Kalibo.
Provinsen är indelad i 17 kommuner:
| - Altavas - Balete - Banga - Batan - Buruanga - Ibajay - Kalibo - Lezo - Libacao | - Madalag - Makato - Malay - Malinao - Nabas - New Washington - Numancia - Tangalan |

Mängder med turister kommer till Aklan varje år för att besöka ön Boracay med dess magnifika sandstränder.